# Tandil (geslacht)
Tandil is een monotypisch geslacht van spinnen uit de  familie van de Dictynidae (kaardertjes).

## Soort
- Tandil nostalgicus Mello-Leitão, 1940